# Loni von Friedl
Pour les articles homonymes, voir von Friedl.
Loni von Friedl, née Leontine Anna-Maria Friedl von Liebentreu (Vienne, 24 juillet 1943) est une actrice autrichienne. 

## Filmographie

### Cinéma
- 1951 : Maria Theresia
- 1960 : Mein Schulfreund
- 1961 : Zwei unter Millionen
- 1964 : Frühstück mit dem Tod
- 1966 : Le Crépuscule des aigles
- 1968 : Le Sang de Fu Manchu
- 1968 : Le Moment de tuer (Il momento di uccidere) de Giuliano Carnimeo : Regina Forrester
- 1969 : Danger, planète inconnue

### Télévision
- 1985 - 1989 : L'Ami des bêtes

## Distinctions
Le Hersfeld-Preis lui a été décerné en 1976.